# ウルトラ怪獣大百科
『ウルトラ怪獣大百科』（ウルトラかいじゅうだいひゃっか）は、「ウルトラシリーズ」の『ウルトラQ』から『ウルトラマン80』に登場した怪獣の身長・体重・能力を解説したテレビ番組（登場怪獣についてはウルトラ怪獣一覧を参照）。
1988年4月1日から1989年3月31日まで、月 - 金曜日の18：25 - 18：30にテレビ東京系で放送された。全257回。
ナレーションは青野武、赤木優。
YouTubeの円谷プロチャンネル「ウルトラマン公式 ULTRAMAN OFFCIAL by TSUBURAYA PROD.」にて、2019年9月20日から2020年6月2日まで配信された。
なお、エルム社から発行されていた同名の書籍のほか、講談社から発行されていた同名の書籍や同名の絵本とはそれぞれ無関係である。

## スタッフ
以下は『不滅のヒーロー ウルトラマン白書・第4版』より。
- 製作：円谷プロダクション
- 演出：満田かずほ[1]
- 進行：阿部宏司、円谷昌弘
- 解説：田島信光、秋廣泰生
- 整音：スワラプロダクション

## 登場怪獣（放送日）
1. レッドキング（1988年4月1日）
2. バルタン星人（4月4日）
3. ゴモラ（4月5日）
4. エレキング（4月6日）
5. ベムスター（4月7日）
6. ネロンガ（4月8日）
7. キングジョー（4月11日）
8. アーストロン（4月12日）
9. ベムラー（4月13日）
10. ギエロン星獣（4月14日）
11. ガブラ（4月15日）
12. アントラー（4月18日）
13. 恐竜戦車（4月19日）
14. グドン、ツインテール（4月20日）
15. ジラース（4月21日）
16. プロテ星人（4月22日）
17. ゴルバゴス（4月25日）
18. ギャンゴ（4月26日）
19. クレージーゴン（4月27日）
20. ダンガー（4月28日）
21. ザンボラー（4月29日）
22. テペト（5月2日）
23. シュガロン（5月3日）
24. ヒドラ（5月4日）
25. ガイロス（5月5日）
26. エレドータス（5月6日）
27. ケムラー（5月9日）
28. ゴーロン星人（5月10日）
29. サータン（5月11日）
30. メフィラス星人（5月12日）
31. パンドン（5月13日）
32. ノコギリン（5月16日）
33. アイロス星人（5月17日）
34. ナース（5月18日）
35. タッコング（5月19日）
36. グビラ（5月20日）
37. サドラ、デットン（5月23日）
38. ウー（5月24日）
39. キングザウルス三世（5月25日）
40. ケロニア（5月26日）
41. グロンケン（5月27日）
42. ペテロ（5月30日）
43. ミュー（5月31日）
44. バッドバアロン（6月1日）
45. ドギュー（6月2日）
46. ムカデンダー（6月3日）
47. ビルガモ（6月6日）
48. ザラガス（6月7日）
49. デビロン（6月8日）
50. マザロン人（6月9日）
51. ノースサタン（6月10日）
52. マシュラ（6月13日）
53. コダイゴン、グロテス星人（6月14日）
54. ジェロニモン（6月15日）
55. ガウス（6月16日）
56. スフィンクス（6月17日）
57. グロン（6月20日）
58. ササヒラー（6月21日）
59. ゼットン（6月22日）
60. ガモス（6月23日）
61. ルナチクス（6月24日）
62. ガメロット（6月27日）
63. カタン星人（6月28日）
64. マグネドン（6月29日）
65. オコリンボール（6月30日）
66. レッドジャック（7月1日）
67. サタンビートル（7月4日）
68. グロスト（7月5日）
69. バリケーン（7月6日）
70. キャッシー（7月7日）
71. バクタリ（7月8日）
72. キングパラダイ（7月11日）
73. ゾラ（7月12日）
74. アブソーバ（7月13日）
75. コオクス（7月14日）
76. モチロン（7月15日）
77. バラックシップ（7月18日）
78. アシュラン（7月19日）
79. タイラント（7月20日）
80. レンボラー（7月21日）
81. バキシム（7月22日）
82. アストロモンス（7月25日）
83. カネドラス（7月26日）
84. クレッセント（7月27日）
85. ガラン（7月28日）
86. ジレンマ（7月29日）
87. カーリー星人（8月1日）
88. ギコギラー（8月2日）
89. アリブンタ（8月3日）
90. トンダイル（8月4日）
91. ケンドロス（8月5日）
92. ホー（8月8日）
93. ブロッケン（8月9日）
94. アリンドウ（8月10日）
95. ベキラ（8月11日）
96. メカギラス（8月12日）
97. ガマス（8月15日）
98. バサラ（8月16日）
99. ギロ星獣（8月17日）
100. アブドラールス（8月18日）
101. ユニタング（8月19日）
102. ボルケラー（8月22日）
103. ロン（8月23日）
104. ノイズラー（8月24日）
105. サボテンダー（8月25日）
106. シェルター（8月26日）
107. ケットル星人（8月29日）
108. タブラ（8月30日）
109. キングクラブ（8月31日）
110. エンマーゴ（9月1日）
111. バンゴ（9月2日）
112. ガビシェール（9月5日）
113. カウラ（9月6日）
114. ミエゴン（9月7日）
115. バイブ星人（9月8日）
116. ズルズラー（9月9日）
117. ホタルンガ（9月12日）
118. オカリヤン（9月13日）
119. アンタレス（9月14日）
120. メダン（9月15日）
121. ブラックピジョン（9月16日）
122. ロードラ（9月19日）
123. フリップ星人（9月20日）
124. ゴラ（9月21日）
125. キングカッパー（9月22日）
126. ムルロア（9月23日）
127. アトラー星人（9月26日）
128. サラマンドラ（9月27日）
129. ゼミストラー（9月28日）
130. ザルドン（9月29日）
131. バルタン星人（二代目）（9月30日）※この回ではオープニングが変更された。
132. ゼットン（二代目）（10月3日）
133. ゴモラ（決着編）（10月4日）
134. レッドキング（二代目）（10月5日）
135. ピグモン、ガラモン（10月6日）
136. メフィラス星人（二代目）（10月7日）
137. アボラス、バニラ（10月10日）
138. ミクラス（10月11日）
139. キーラ（10月12日）
140. ザラブ星人（にせウルトラマン）（10月13日）※この回では青野がザラブ星人の声で解説を務めている。
141. ドドンゴ（10月14日）
142. ウインダム（10月17日）
143. テレスドン（10月18日）
144. グリーンモンス（10月19日）
145. イカルス星人（10月20日）
146. ダダ（10月21日）
147. ガンダー（10月24日）
148. ゲスラ（10月25日）
149. リッガー、アギラ（10月26日）
150. スカイドン（10月27日）
151. キングジョー（決着編）（10月28日）
152. シーボーズ（10月31日）
153. ヒッポリト星人（11月1日）
154. ゴドラ星人、ペガッサ星人、メトロン星人（11月2日）
155. ガッツ星人（11月3日）
156. ブラックキング、ナックル星人（11月4日）
157. ガボラ（11月7日）
158. ガマクジラ（11月8日）
159. ラゴン（11月9日）
160. バルタン星人（五代目）（11月10日）
161. レッドキング（三代目）（11月11日）
162. ゴモラII（11月14日）
163. テンペラー星人（11月15日）
164. バド星人（11月16日）
165. メドウーサ星人（11月17日）
166. ガゼラ（11月18日）
167. キングストロン（11月21日）
168. ブラックサタン（11月22日）
169. オニオン（11月23日）
170. アメーザ、マーゴドン（11月24日）
171. ドラゴリー（11月25日）
172. アルゴン（11月28日）
173. ウルフ星人（11月29日）
174. ビーコン（11月30日）
175. ザイゴン（12月1日）
176. キングゼミラ（12月2日）
177. ゴンゴロス（12月5日）
178. カイテイガガン（12月6日）
179. ヤドカリン（12月7日）
180. テロリスト星人（12月8日）
181. ブラックエンド（12月9日）
182. エレジア（12月12日）
183. ドリームギラス（12月13日）
184. アイアンロックス（12月14日）
185. オクスター（12月15日）
186. バーミン星人（12月16日）
187. ファイヤードラゴ（12月19日）
188. サウンドギラー（12月20日）
189. モットクレロン（12月21日）
190. 巨大ヤプール（12月22日）
191. プルーマ（12月23日）
192. グワガンダ（12月26日）
193. マッハレス（12月27日）
194. テロチルス（12月28日）
195. ゴースドン（12月29日）
196. アトランタ星人（1989年1月5日）
197. ムルチ（1月6日）
198. ベロクロン（1月9日）
199. オニバンバ（1月10日）
200. ゴルドン（1月11日）
201. スペクター（1月12日）
202. ジヒビキラン（1月13日）
203. レオゴン（1月16日）
204. プラチク星人（1月17日）
205. スチール星人（1月18日）
206. ザゴラス（1月19日）
207. メモール（1月20日）
208. ギラドラス（1月23日）
209. プリズ魔（1月24日）
210. ウリンガ（1月25日）
211. ブラックドーム（1月26日）
212. バレバドン（1月27日）
213. フブギララ（1月30日）
214. ダリー（1月31日）
215. ドラキュラス（2月1日）
216. バットン（2月2日）
217. ズラスイマー（2月3日）
218. オニデビル（2月6日）
219. ザタンシルバー（2月7日）
220. デモス（2月8日）
221. アンゴーラス（2月9日）
222. ゲラン（2月10日）
223. ガスゲゴン（2月13日）
224. ベル星人（2月14日）
225. ガルタン大王（2月15日）
226. ブラックガロン（2月16日）
227. スノーゴン（2月17日）
228. ダイダラホーシ（2月20日）
229. ベロン（2月21日）
230. キングマイマイ（2月22日）
231. ブニョ（2月23日）
232. ハンザギラン（2月24日）※昭和天皇の大喪の礼中継のため未放映
233. ダンカン（2月27日）
234. ザニカ（2月28日）
235. パラゴン（3月1日）
236. グロブスク（3月2日）
237. オルフィ（3月3日）
238. サタンモア（3月6日）
239. シグナリオン（3月7日）
240. ロボネズ（3月8日）
241. リンドン（3月9日）
242. イダテンラン（3月10日）
243. ギーゴン（3月13日）
244. ボーグ星人（3月14日）
245. レッドキラー（3月15日）
246. ブラックテリナ（3月16日）
247. プラズマ、マイナズマ（3月17日）
248. ジャンボキング（3月20日）
249. ドロボン（3月21日）
250. カメレキング（3月22日）
251. フェミゴン（3月23日）
252. ハングラー（3月24日）
253. アングラモン（3月27日）
254. バルダック星人（3月28日）
255. ブリザード（3月29日）
256. ステゴン（3月30日）
257. サメクジラ（3月31日）

『ウルトラファイト』のように『Q』から『80』までのライブ映像を使用して、人気怪獣を啓蒙する内容となっている。
番組内では身長・体重・能力などのスペックも紹介された。
47回ではバルタン星人Jr、60回ではザッカル、89回ではギロン人、132回ではバット星人、134回ではドラコとギガス、165回ではヘルツ、201回ではマザラス星人、227回ではブラック星人、235回ではストラ星人、237回ではカーン星人、253回ではギタギタンガ、257回ではバルキー星人も登場しているが、これらはデータが紹介されなかった。135回ではガラモンはデータこそ紹介されなかったが、ナレーションで解説されている。11回ではシャドー円盤のデータも紹介された。青野が『ウルトラマン』第18話でザラブ星人のスーツアクターと声を担当したため、140回のみナレーションがザラブ星人が自ら立案した侵略計画を振り返るモノローグ風の内容になっている。
怪獣との戦闘シーンのみで構成され、防衛チームや人間に関する映像はカットされている。ウルトラ戦士の技名の変更など従来とは異なる設定で紹介されたため、放送当時は違和感を覚えたファンも多かったというが、後に円谷プロの公式設定とされた。本放送時は、赤城優と子供たちのふれあいコーナーもあった（「ウルトラマン OFFCIAL DATA FILE」NO.92-32）。
ファミリー劇場で2004年から2005年に放送された。

## ビデオ
番組の一部はテーマごとに再編集され、SVSシリーズのラインナップである『ウルトラ怪獣大百科 ウルトラビッグファイト』としてビデオ化された。番組終了後も番外編タイトルを含めて、累計20巻が発売されるロングランとなった。1巻から8巻までのナレーションは本番組のナレーションである青野武が担当。パッケージには開田裕治による怪獣の絵が使われていた。
- 第1巻『ウルトラマン 怪獣大進撃!』
  - どくろ怪獣 レッドキング
  - エリ巻き怪獣 ジラース
  - 伝説怪獣 ウー
  - 怪獣酋長 ジェロニモン
  - 再生怪獣 ギエロン星獣
  - 音波怪獣 シュガロン
  - 一角超獣 バキシム
  - 宇宙大怪獣 アストロモンス
  - さすらい怪獣 ロン
  - 月の輪怪獣 クレッセント
- 第2巻『帰ってきたウルトラマン 地球危機一髪!』
  - 宇宙大怪獣 ベムスター
  - 古代怪獣 キングザウルス三世
  - 忍者怪獣 サータン
  - 磁力怪獣 マグネドン
  - 宇宙恐竜 ゼットン
  - 猛毒怪獣 ガブラ
  - 変身超獣 ブロッケン
  - えんま怪獣 エンマーゴ
  - 二面凶悪怪獣 アシュラン
  - 残酷怪獣 ガモス
- 第3巻『ウルトラマンタロウ 宇宙怪獣来襲!』
  - 暴君怪獣 タイラント
  - 宇宙大怪獣 ムルロア
  - うす怪獣 モチロン
  - ねこ舌星人 グロスト
  - 宇宙怪獣 ベムラー
  - 月怪獣 ペテロ
  - 昆虫怪獣 ノコギリン
  - 満月超獣 ルナチクス
  - 宇宙星獣 ギロ星獣
  - UFO怪獣 アブドラールス
- 第4巻『ウルトラセブン メカ怪獣出現!』
  - 宇宙ロボット キングジョー
  - 戦車怪獣 恐竜戦車
  - ロボット怪獣 クレージーゴン
  - 宇宙竜 ナース
  - 脳波怪獣 ギャンゴ
  - ロボット怪獣 ビルガモ
  - 古代超獣 スフィンクス
  - 噴煙怪獣 ボルケラー
  - ロボット怪獣 ガメロット
  - 四次元ロボ獣 メカギラス
- 第5巻『ウルトラマンA 地球怪獣復活!』
  - 怪魚超獣 ガラン
  - 大蟻超獣 アリブンタ
  - 牛神超獣 カウラ
  - バク超獣 バクタリ
  - 古代怪獣 ゴモラ
  - 蛸怪獣 ガイロス
  - 凶暴怪獣 アーストロン
  - 百足怪獣 ムカデンダー
  - 暴れん坊怪獣 ベキラ
  - 復活怪獣 タブラ
- 第6巻『ウルトラマンレオ 凶悪星人侵略!』
  - 暗闇宇宙人 カーリー星人
  - 怪異宇宙人 ケットル星人
  - 透明宇宙人 バイブ星人
  - 分身宇宙人 フリップ星人
  - 宇宙忍者 バルタン星人
  - 宇宙スパイ プロテ星人
  - 宇宙怪人 ササヒラー
  - 超獣人間 コオクス
  - めつぶし星人 カタン星人
  - マグマ怪獣 ゴラ
- 第7巻『ウルトラマン80 復活怪獣逆襲!』
  - どくろ怪獣 レッドキング（三代目）
  - 古代怪獣 ゴモラII
  - 宇宙忍者 バルタン星人（五代目）
  - 友好珍獣 ピグモン、隕石怪獣 ガラモン
  - 蛸怪獣 ガイロス
  - 宇宙恐竜 ゼットン（二代目）
  - 異次元超人 巨大ヤプール
  - 悪質宇宙人 メフィラス星人（二代目）
  - 円盤生物 ブラックエンド
  - どくろ怪獣 レッドキング（二代目）

### もう一つのウルトラ怪獣大百科
本作と同名タイトルだが、まったく違う映像を使用しているビデオとして、1983年に第1期ウルトラシリーズの登場怪獣を各作品ごとに紹介した『ウルトラ怪獣大百科』、1993年から1994年に『帰ってきたウルトラマン』から『ウルトラマン80』の登場怪獣を各作品ごとに紹介したビデオ『新・ウルトラ怪獣大百科』が、それぞれ各タイトル2巻ずつ日本コロムビアから発売された（『ウルトラQ』のみ1巻）。ナレーターは『ウルトラ怪獣大百科』は津田喬、『新・ウルトラ怪獣大百科』は野田圭一。
2作に共通して怪獣の名前が表示され、怪獣の戦闘シーンに簡単な怪獣解説が入るというフォーマットで進行する。『ウルトラ怪獣大百科』は怪獣名がそれぞれ異なったフォントで表記されていたが、『新・ウルトラ怪獣大百科』は『ウルトラマンA』のOPの影絵に共通のフォントで表記。
『新・ウルトラ怪獣大百科』は前作より隊員などの人物の登場シーンが多くなっている。
1989年に『ウルトラ怪獣大百科』のみ各30分ごとに分割されたバージョンが発売。その際、怪獣の肩書きの一部が改められている（例としてクレージーゴンの「きちがいロボット」など、ナレーションの該当箇所が削除されている）。2005年から2006年にDVD版が発売したが、オリジナルの映像、音源を断り書きをつけてそのまま収録している。

## 備考
- 『シン・ウルトラマン』公開を記念しYouTubeウルトラマン公式で『3分でわかる『シン・ウルトラマン』怪獣の元祖!』と題し、2022年5月13・17・20・23日、6月3日に渡りネロンガ、ガボラ、ザラブ星人、メフィラス星人、ゼットン編が配信された。